# 1960 en dadaïsme et surréalisme
Pour l'année, voir 1960.
 Chronologie de dada et du surréalisme 
- 1956
- 1957
- 1958
- 1959
- 1960
- 1961
- 1962
- 1963
- 1964

Cet article présente les faits marquants de l'année 1960 en dadaïsme et surréalisme.

## Éphémérides

### Avril
- André Breton se rend avec le groupe surréaliste au désert de Retz, visite dont des photographies de Denise Bellon gardent le souvenir[1].

### Septembre
- 6 septembre
Parution dans le magazine Vérité-Liberté, du Manifeste des 121, sous-titré Déclaration sur le droit à l’insoumission dans la guerre d’Algérie, signé, parmi les surréalistes, par André Breton, le peintre Yves Elléouët, Théodore Fraenkel, Michel Leiris, Pierre de Massot, José Pierre, André Pieyre de Mandiargues, Jean Schuster[2].

### Cette année-là
- André Breton accorde un entretien télévisé pour Radio-Canada[3].

- Jorge Camacho rencontre Breton à l'occasion de son exposition à la galerie Cordier, à Paris qui le salue d'emblée comme « un de ceux qui ont le plus et le mieux à dire. »[4].

- À New York, exposition Surrealist intrusion in the enchanters domain, organisée par Breton et Marcel Duchamp[5].

### Œuvres
- Rachel Baes
  - L'Aube, huile sur toile : « Une dactylo, détournant la tête de sa machine à écrire et fermant les yeux, fait avec humour le lien entre certaines exigences de rationalisation du travail comme la frappe à l'aveugle et les représentations surréalistes de l'écriture automatique. »[6]
  - Le Retable, huile sur toile[7]
- André Breton
  - Préface au Concile d'amour, d'Oscar Panizza, éditions Jean-Jacques Pauvert[8]
- Augustin Cárdenas
  - Bonjour à la terre, sculpture de bois brûlé[9]
  - La Passion du temps, sculpture en marbre de Carrare. André Breton : « Originellement préposée sans intermédiaire à la cueillette, la main était faite de toute sa pulpe, de tous ses nerfs, pour apprécier, au besoin sans le secours de l'œil, ce qui peut, aussi bien d'emblée qu'à retardement, répondre au désir… Si habile soit-elle - comme un libellule - la main de Cardenas, pour notre bonheur, en reste à ce stade hautement privilégié. »
- Aimé Césaire
  - Ferrements, recueil de poèmes écrits entre 1950 et 1960, édité par Le Seuil[10]
- Adrien Dax
  - Sous l'écorce des pierres, impression en relief[11]
- Ousni El Hage
  - Len, poèmes[12]
- Max Ernst
  - Un caprice de Vénus, huile sur toile[13]
- Aline Gagnaire
  - Tableau chiffon, huile sur toile[14]
- Jane Graverol
  - Le Sacre du printemps, huile sur toile[15]
- Radovan Ivsic
  - Mavena, poèmes, avec une lithographie de Joan Miró aux éditions Surréalistes, Paris[16]
- Rita Kernn-Larsen
  - Sans tête, huile sur toile[17]
- Yahne Le Toumelin
  - La Navigation de Braun, huile sur papier[18]
- Ghérasim Luca
  - La Clé, poèmes : « La vraie liberté sera transmutation / sera rien qu'agitation / de cage en cage / Serait-ce faiblesse de ma part / que de vouloir insérer l'humour / dans ce besoin de blesser / un certain penchant de l'homme / pour les chants d'amour les contes de fées / les châteaux de cartes… ? »[19]
- Joyce Mansour
  - Rapaces, poèmes[20]
- Matta
  - Le Couple, sculpture[21]
- Richard Oelze
  - Épicure, huile sur toile[22]

- Dorothea Tanning

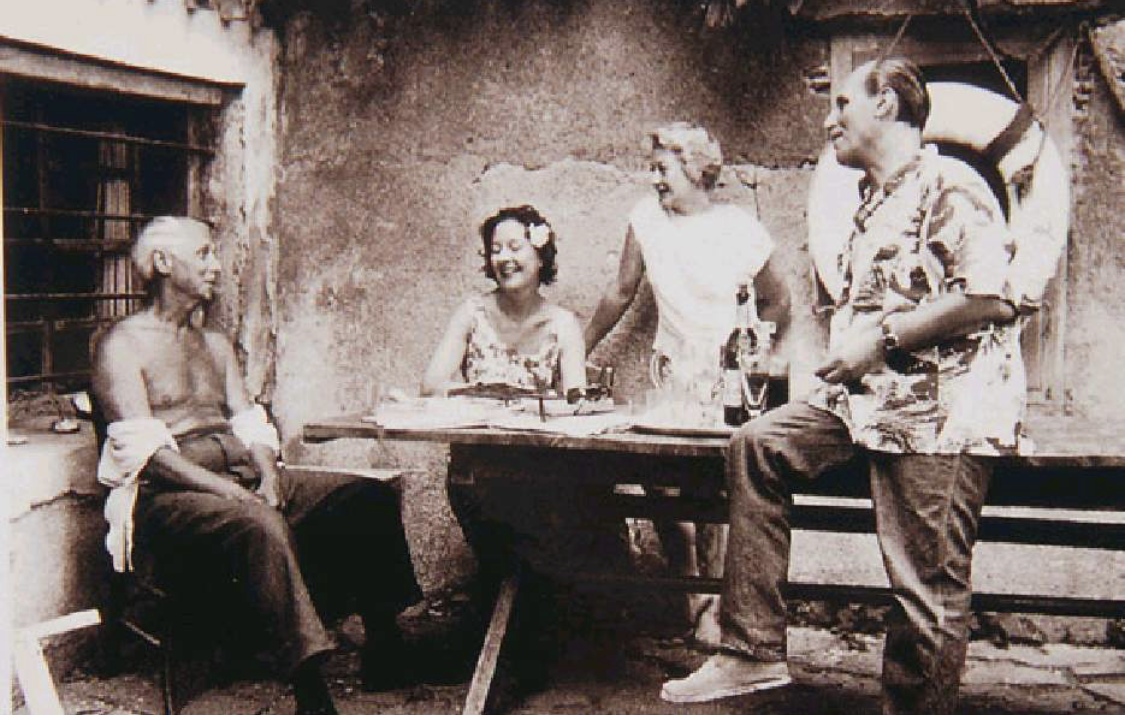
De droite à gauche : Willy et Romande, Dorothea Tanning et Max Ernst à Collioure (Pyrénées-Orientales)

  - Paysage agité, encre, fusain et aquarelle sur papier[24]
- Toyen
  - Il y a un rossignol et une nuit, huile sur toile[25]
- Clovis Trouille
  - Le Palais des merveilles, huile sur toile[26]
  - Stigma diaboli, huile sur toile[27]
- Remedios Varo
  - Chez le chirurgien esthétique, huile sur masonite[28]
  - Mimétisme, huile sur masonite[29]